# 922 Schlutia
A 922 Schlutia (ideiglenes jelöléssel 1919 FW) a Naprendszer kisbolygóövében található aszteroida. Karl Wilhelm Reinmuth fedezte fel 1919. szeptember 18-án, Heidelbergben.